# Honnywill Peak
Der Honnywill Peak ist ein 1220 m hoher und felsiger Berg im ostantarktischen Coatsland. In den Haskard Highlands der Shackleton Range ragt er unmittelbar südöstlich des Williams Ridge an der Westflanke des Stratton-Gletschers auf. 
Teilnehmer der Commonwealth Trans-Antarctic Expedition (1955–1958) kartierten und benannten ihn 1957. Namensgeber ist Eleanor Seymour Honnywill (1916–2003), Sekretärin der Forschungsreise und ab 1991 Ehefrau des Expeditionsleiters Vivian Fuchs.